# Mansôa
Mansôa är en ort i Guinea-Bissau. Den ligger i regionen Oio, i den centrala delen av landet, 40 km nordost om huvudstaden Bissau. Folkmängden uppgår till cirka 8 000 invånare.

## Geografi
Mansôa ligger 14 meter över havet. Terrängen runt Mansôa är mycket platt. Runt Mansôa är det ganska glesbefolkat, med 31 invånare per kvadratkilometer. Omgivningarna runt Mansôa är huvudsakligen savann.

## Klimat
Savannklimat råder i trakten. Årsmedeltemperaturen i trakten är 23 °C. Den varmaste månaden är maj, då medeltemperaturen är 28 °C, och den kallaste är augusti, med 20 °C. Genomsnittlig årsnederbörd är 1 650 millimeter. Den regnigaste månaden är augusti, med i genomsnitt 493 mm nederbörd, och den torraste är februari, med 1 mm nederbörd.